# 草湳龍安宮
24°14′32″N 120°31′27″E / 24.242103°N 120.524268°E
梧棲龍安宮，是位於臺灣臺中市梧棲區草湳里的五府王爺廟，其五府王爺姓氏為「金、衡、溫、池、紀」，與一旁的校園無圍牆隔閡，有一組由女性組成的轎隊參加梧棲走大轎。

## 沿革
此五府王爺廟是1966年動工興建，於1968年竣工。原為梧棲國小分班的梧南國小在1982年遷到此廟旁，該地為工業用地。1990年，廟方為配合梧南國小升高地基工程，也重新改建，並依風水師建議，將廟宇方位從背對學校改成朝向學校，並在廟地與學地間不設圍牆。

## 相處
此廟為梧棲區草湳里民的信仰中心，以泉州富美宮及斗美宮為祖廟。
梧棲鎮代會主席卓平吉表示，廟方為避免影響師生上課，要求信徒不得製造噪音，舉行節慶祭祀演戲時，都在下午4時放學或星期假日舉行；學校人員說道，學童上下學經過廟前會順便拜拜，而學校教職員考研究所也都會來此祈求五府千歲保佑；梧南國小校長陳永順講，此廟如同學校師生的守護神，兩方相處融洽，學童也都會幫忙打掃廟庭，形成良性循環。
2015年，梧南國小遷往在文化路與台中港關連工業區入口旁的新校地。舊校舍在2016年起，作為台中市第一所安置型學校的善水國中小學使用。

## 轎班
梧棲有宗教習俗是當其中一里廟宇的神明出巡，其他各里神轎就跑大轎迎接，象徵鄉里團結。其中，梧棲鎮龍安宮五府王爺的轎伕為女性組成，多為工廠老闆妻子，像他宮廟神轎一樣在鞭炮陣穿梭。該神轎隊以踏著七星步、蓮花步、八卦步、龍虎步、九宮八卦步、三進三退步、太陽步來迎接神明。
　

## 圖輯

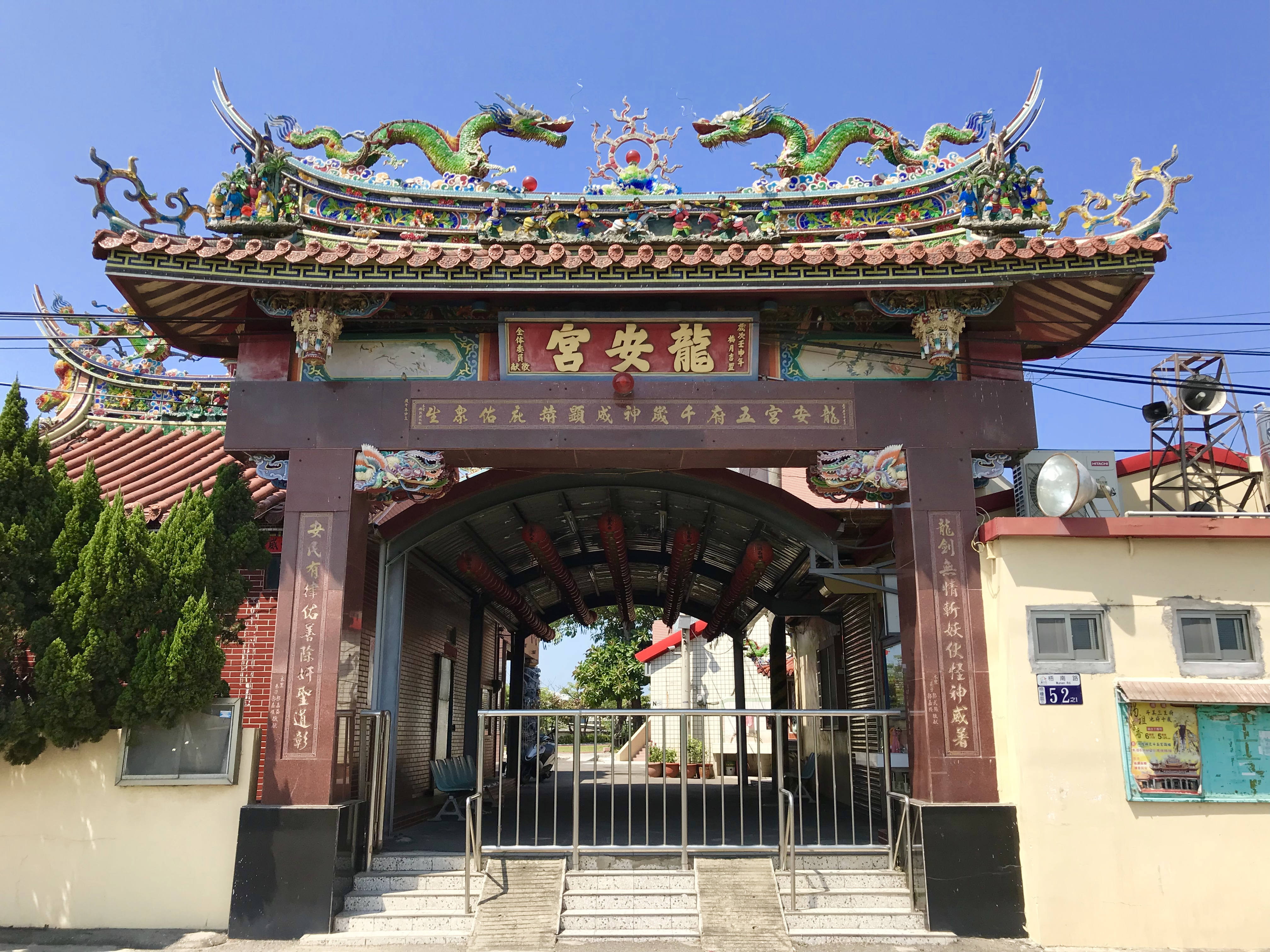
廟門
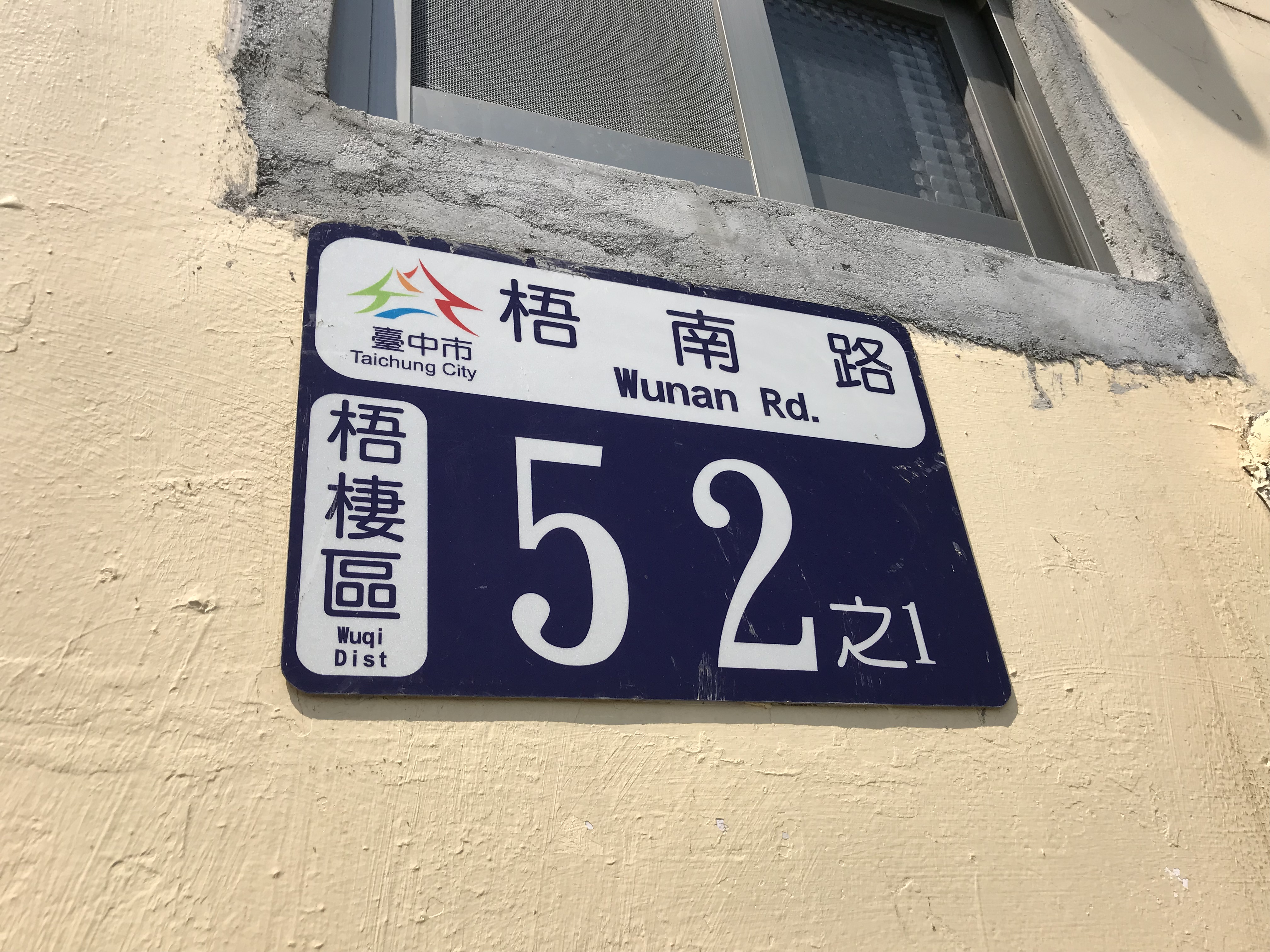
門牌為梧南路52-1號。
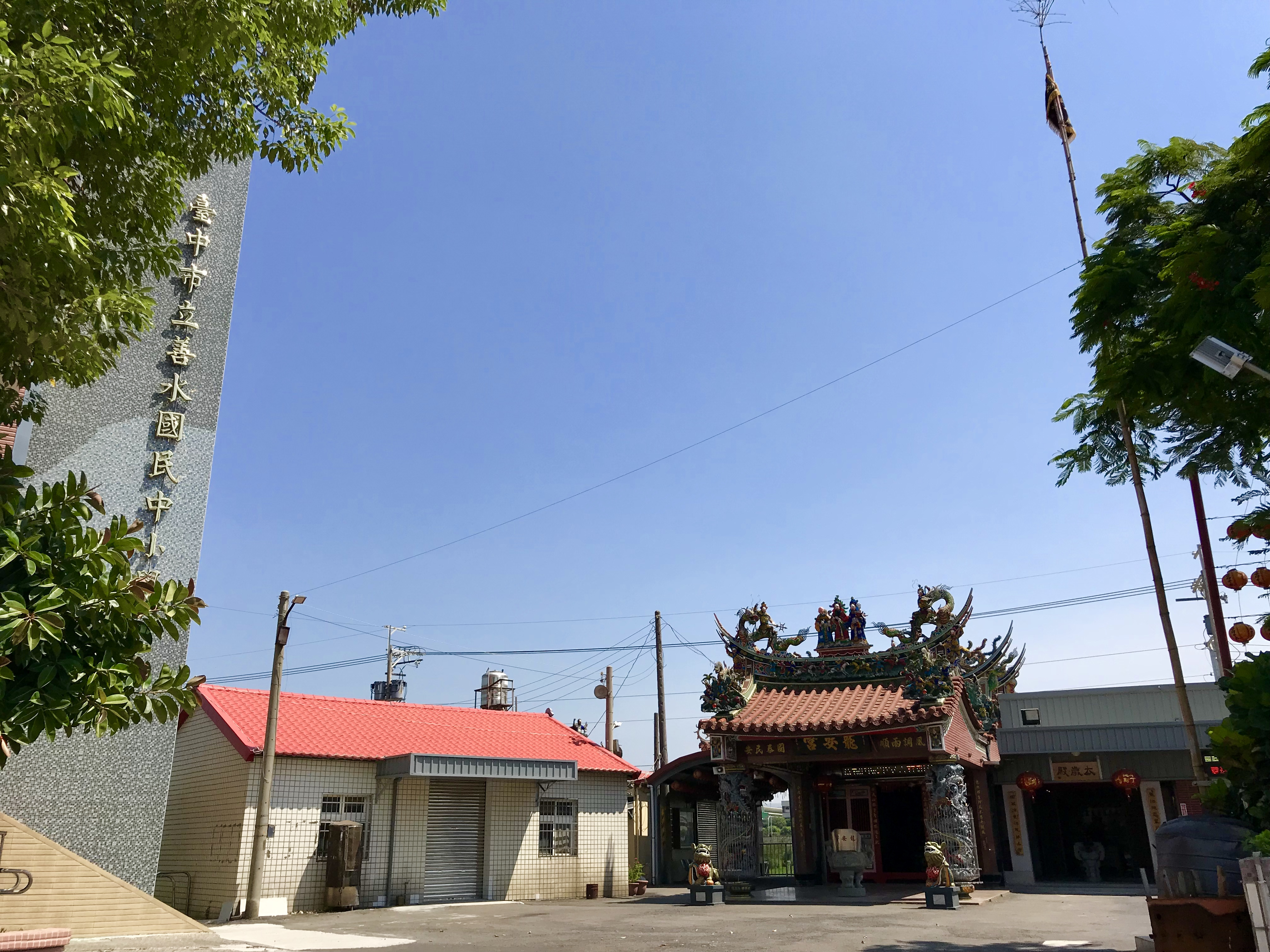
善水國中小學與草湳龍安宮
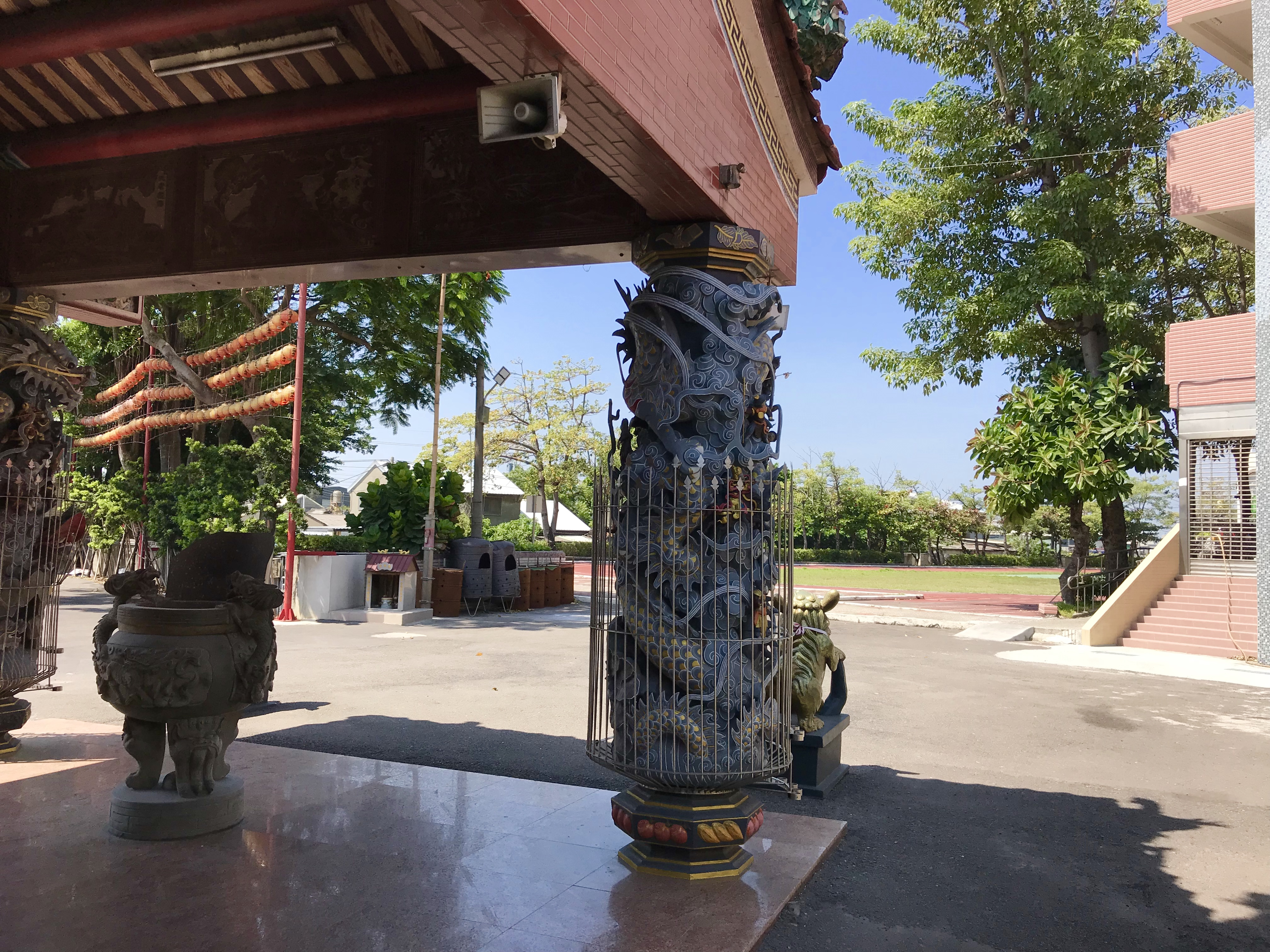
廟前的善水國中小學操場。